# 火山災害予測図
火山災害予測図（かざんさいがいよそくず）または火山ハザードマップとは、火山活動に際して、予想される火山災害を図示したハザードマップの一種。

## 概要
火山災害は、降灰・溶岩流・火砕流・熱泥流など、多種多様の災害で構成されている。しかも、火山によって、発生する災害の種類は異なっている。火山災害の発生時期を予知する事は、困難なケースもあるが、発生する火山災害の種類を予測すること、およびその被害範囲を予想することは、過去の火山噴火を地学的に調査することにより把握することができる。
火山災害予測図が大きく注目されるようになったのは、1985年のコロンビアのネバドデルルイス火山の噴火の際である。この噴火により、山頂の積雪が溶け、大規模な泥流が麓のアルメロ市を襲い、死者2万5千人を出し、町は壊滅した。この泥流災害は予測されており、被害範囲を示した火山災害予測図が作成されていたが、結局噴火まで注目されなかった。また、このような分かりやすい予測図が作成されていたにもかかわらず、有効に活用できなかったことも大きく指摘された。

## 日本の場合
日本においても、1983年に北海道駒ヶ岳で初めて火山災害予測図が作成されたが、これは住民への公開はなされなかった。住民に公開された火山災害予測図は、1986年の十勝岳のものである。これは、十勝岳がネバドデルルイス火山同様、泥流による災害を受けやすく、短時間での避難が求められるためである。
その後、予算や住民および観光客への影響の問題により、日本全国的な火山災害予測図の整備は迅速には進んでいないが、2003年までに33の予測図が作成されている。
2000年の北海道・有珠山においては、事前に各家庭に予測図が配布されていたこともあって、自治体・住民における災害対応活動に生かすことができた。

## 火山災害予測図の例

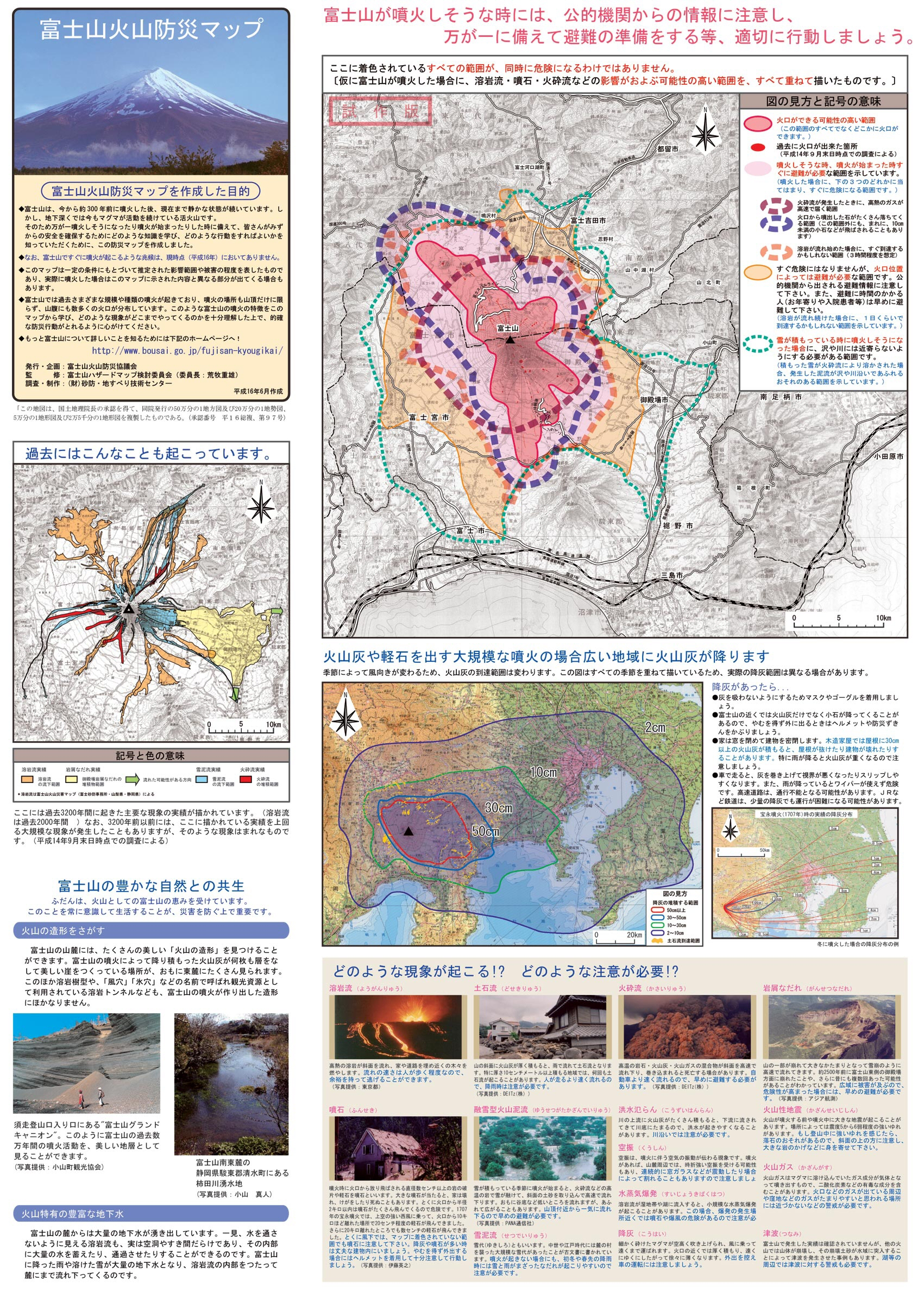
富士山火山防災マップ

### 有珠山火山防災マップ
2000年3月に有珠山の噴火が発生した。この噴火では、3月29日に気象庁より「緊急火山情報」が発表され、これを受けた自治体（伊達市、壮瞥町、虻田町）は、危険地区の住民に対し「避難指示」を発令した。
この噴火では、金比羅山の火口群から熱泥流が流出し温泉街を埋めるなど、甚大な被害が発生した。しかしながら、一人の死傷者も出ていない。これは第一に日本で初めて事前予知に成功したこと、第二に「有珠山火山防災マップ」（平成7年度版）が作成・公表されており、第三に各自治体がこの防災マップに基づいて避難指示を出し、第四に住民の迅速な行動があったためといわれている。なおこの噴火では、最大で15,815名が避難勧告・指示の対象となった。
2002年3月、有珠火山防災会議協議会（災害対策基本法第17条に基づく。伊達市（事務局）・虻田町・壮瞥町）と、豊浦町・洞爺村の5市町村により平成7年度版の「有珠山火山防災マップ」を新しく改訂した。これは2000年の噴火により火口の地形変動があったなどのため、火砕流到達範囲などの危険区域が変わったことなどによる。この地図は、5市町村のほとんどの世帯に配布された。

### 富士山火山防災マップ
本州の真ん中にある富士山が噴火した場合社会に与える影響が大きい。そこで国の防災機関や地方自治体を中心に学識経験者などが集まって「富士山ハザードマップ検討委員会」を設立し、万が一の際の被害状況を想定して避難・誘導の指針とした。この「富士山火山防災マップ」では過去の富士山の噴火を参考にしながら、様々な火山災害を予想している。その中で火山灰被害の例として宝永噴火や貞観噴火の被害実績が詳細に検討されている。ハザードマップについては、中間報告（2002年6月）と検討報告書（2004年6月）の2回、調査結果をまとめた報告書が出されており、内閣府の防災部門のホームページで公開されている。